# Valle Scuropasso
La Valle Scuropasso è attraversata dall'omonimo torrente e si snoda attraverso le prime colline dell'Appennino ligure dell'Oltrepò pavese, in provincia di Pavia.

## Geografia
Inizia a Pometo (frazione di Colli Verdi), e si apre nella Pianura Padana, in prossimità di Broni. Si trova incuneata tra la val Versa ad est e una serie di vallette formate da piccoli torrenti tra cui il Coppa è il maggiore. Salendo si incontrano diversi centri abitati, quasi tutti dislocati sulla medesima strada. Oltrepassate alcune località facenti parte del comune di Cigognola e di Pietra de' Giorgi, la valle inizia a restringersi offrendo il terroir migliore per la produzione di Pinot Nero. Si raggiunge alla fine, il centro di Rocca de' Giorgi. Lì finisce la valle e inizia la salita verso il Passo del Carmine, posto a circa 300 m di dislivello dal paese. I vigneti diminuiscono e iniziano a prevalere i boschi di robinie, di querce e di latifoglie in generale, almeno fino a quasi alla fine della valle, dove pure questi spariscono, lasciando il posto alle prime rocce sporgenti dell'Appennino Ligure: quelle del passo del Carmine.
Tutta la vallata  è caratterizzata da una morfologia dolce e da pendii poco scoscesi. I punti più ripidi sono in corrispondenza di unità litologiche particolarmente resistenti come i "Conglomerati di Cassano Spinola" e le "Arenarie di Ranzano" ed affioranti soprattutto nell'alta valle.

## Monumenti e luoghi di interesse
- Castello di Cigognola
- Castello di Rocca de' Giorgi
- Castello di Pietra de' Giorgi

## Infrastrutture e trasporti
La valle è percorsa dalla strada provinciale 198 dello Scuropasso.

## Economia
È la terra di nascita del Metodo Classico italiano da Pinot Nero. Zona di produzione del Buttafuoco dell'Oltrepò Pavese.

## Comunità montane
Fa parte della Comunità Montana Oltrepò Pavese.